# Dicronychus bicolor
Dicronychus bicolor is een keversoort uit de familie kniptorren (Elateridae). De wetenschappelijke naam van de soort werd voor het eerst geldig gepubliceerd in 2004 door Platia & Gudenzi.